# Мугаллу
Мугаллу (возможно, казнён около 640 до н. э.) — последний достоверно известный царь Мелида (670-е до н. э. — около 640 до н. э.) и Табала (660-е до н. э. — около 640 до н. э.).

## Биография
Мугаллу известен только из ассирийских надписей. О его происхождении и родственных связях сведений в древневосточных исторических источниках не сохранилось. Возможно, он был членом династии правителей Камману и его родословная восходила к местным властителям IX века до н. э. Скорее всего, его звали как-то иначе, так как Мугаллу — это ассирийская транскрипция точно неизвестно как звучавшего в оригинале имени. Возможно, настоящим именем Мугаллу было Муваханас (Muwahanas): царь с таким именем упоминается в одной из надписей на лувийском языке.
Также неизвестно когда Мугаллу стал царём Мелида (современный Арслантепе). До 712 года до н. э. этот город был столицей царства Камману. Однако после подавления Саргоном II восстания местного правителя Тархунази царство Камману было присоединено к Ассирии за исключением его столицы, переданной ассирийским царём властителю Куммуха Муваталли. Когда же царь Куммуха также поднял антиассирийский мятеж, все его владения (включая Мелид) в 709 или 708 году до н. э. были преобразованы в одну из провинций Ассирии, управление которой было поручено туртану. Возможно, восстановление собственной царской власти в Мелиде произошло после гибели Саргона II в 705 году до н. э. Одновременно независимость от Ассирии получило находившееся вблизи Мелида царство Табал, а также, возможно, и Куэ. Так, в одном из ранее входивших в Камману городов, Тиль-Гаримму (возможно, современный Гюрюн), появился собственный царь Гурди, потерпевший в 695 году до н. э. поражение от ассирийского царя Синаххериба. Скорее всего, цари Мелида, имена которых неизвестны, смогли сохранить власть и при Синаххерибе, и в начале правления взошедшего на престол в 680 году до н. э. Асархаддона. Из формулировок ассирийских надписей, называвших Мугаллу «беглым», следует, что первоначально он состоял на службе у правителей Ассирии, но затем захватил власть в Мелиде и провозгласил себя царём.
Первое свидетельство о Мугаллу в исторических источниках относится к 675 году до н. э. Тогда в ассирийских надписях он был назван царём Мелида, поднявшим мятеж против Асархаддона. Союзником Мугаллу был правитель находившегося вблизи Мелида царства Табал Ишкаллу, в то же время также восставший против ассирийцев, а ранее сам воевавший с царём Мелида из-за пограничных городов. О походах на Мугаллу и Ишкаллу упоминается в табличках с вопросами Асархаддона к находившемуся в храме бога Шамаша оракулу. Из семнадцати сохранившихся табличек в двенадцати упоминается о конфликте ассирийцев с царём Мелида. В двух из них сообщается, что один из первых походов возглавлял некий Ман-ну-ки-и-[…] и что целью ассирийцев был захват крепости Ба[…], некогда оставленной на попечении Мугаллу. В трёх других надписях также идёт речь о борьбе ассирийцев и мелидцев за пограничные крепости. В оракулах упоминается, что наиболее крупный поход против Мугаллу (возможно тот, который состоялся в 675 году до н. э.) возглавлял один из высших ассирийских чиновников, главный евнух Шанабушу. Из связанных с этим событием текстов следует, что Мугаллу мог лишиться какой-то части своих владений или даже утратить свою столицу Мелид. Тем не менее, он и во время этого успеха ассирийцев продолжал контролировать часть бывшего царства Куммух. Как враждебный Ассирии правитель Мугаллу также упомянут в письме 671 года до н. э. По мнению А. И. Иванчика, именно после потери Мелида Мугаллу мог неизвестным способом получить власть над Табалом. Однако большинство историков сходятся во мнении, что походы ассирийцев на Мугаллу при Асархаддоне не были успешными: по крайней мере, сиро-хеттский царь смог сохранить власть и, скорее всего, контролировал и свою столицу. Тем не менее, во время этих походов были полностью разорены некоторые города: возможно, среди них был и Зенджирли, акрополь которого примерно тогда был разрушен во время каких-то военных действий.
В храме богини Иштар были найдены несколько обращений Асархаддона к находившемуся здесь оракулу с вопросами о влиянии мятежа Мугаллу на дела в Ассирии. Это свидетельствует о том, что это восстание внушало ассирийскому властителю очень большую тревогу и что кроме военной силы Асархаддон надеялся повлиять на судьбу царя Мелида и божественным воздействием. В одном из написанных около 670 года до н. э. оракулов находилось пожелание смерти Мугаллу. Некоторыми современными историками это свидетельство было интепретировано как утверждение о поражении мятежа: якобы, глава восставших был схвачен, в цепях доставлен в Ниневию, где вместе с другим мятежником, царём Сидона Абдмилькатом, был обезглавлен. Однако древневосточные источники не содержат никаких свидетельств, подтверждающих такое предположение.
Скорее всего, несмотря на ассирийские вторжения, Мугаллу сохранял свою власть до самой смерти Асархаддона. В начале правления взошедшего на престол в 669 году до н. э. Ашшурбанапала царю Мелида даже удалось значительно расширить своё государство, установив контроль над Табалом. Это должно было произойти не позднее 663 года до н. э. Таким образом было положено начало той географически-политической территории, которая позднее получила название Каппадокия. Возможно, Мугаллу перенёс свою резиденцию в свои новые владения, так как в ассирийских надписях времён Ашшурбанапала он упоминался только как царь Табала. Возможно в 663 или 662 году до н. э. Мугаллу примирился с новым правителем Ассирии, став его данником. В одном из ассирийских документов сообщается, что царь Табала дал ассирийскому царю дань конями, а в другом, что Мугаллу отдал Ашшурбанапалу в наложницы свою дочь, снабдив её богатым приданым. Возможно, подчинение Мугаллу Ашшурбанапалу было вызвано угрозой, возникшей его власти с началом вторжений в соседние с ним земли киммерийцев. В составленном не позднее 652 года до н. э. описании подвластных Ашшурбанапалу городов и провинций владения Мугаллу были упомянуты как часть одного из наместничеств Ассирии. Как ассирийский вассал Мугаллу упоминался и в 651 году до н. э., когда он вновь прислал Ашшурбанапалу дань конями.
Однако около 640 года до н. э. Мугаллу снова восстал против ассирийцев. В надписях из храма богини Иштар сообщается, что царь Табала вступил в сговор с царём киммерийцев Тугдамме (в древнегреческих источниках — Лигдамид), но потерпел поражение от Ашшурбанапала. Возможно, Мугаллу был казнён.
Мугаллу — последний достоверно известный из исторических источников царь Мелида. В «Анналах Ашшурбанапала» упоминается сын Мугаллу «[…]усси». Тот «…ежегодно без перерыва свою тяжёлую дань присылал и умолял [моё] владычество [то есть, Ашшурбанапала]». Однако когда сын Мугаллу вступил в союз с Тугдамме, он скоропостижно умер и табальцы снова были вынуждены платить большую дань ассирийскому царю. Хотя в анналах не упоминается о царском титуле «[…]усси» и даже не сообщается, в какой местности происходили связанные с ним события, не исключено, что он мог унаследовать владения отца. О Тугдамме в ассирийских надписях сообщается, что вскоре после победы над Мугаллу Ашшурбанапал разбил киммерийцев в сражении у Киликийских Ворот. Вслед за этим Тугдамме умер от болезни на границе Табала. Его смерть датируется 641 годом до н. э. или 636 годом до н. э.
Предположение о том, что «статуя из Арслантепе» (одна из скульптур из Малатьи) изображает не царя Куммуха Муваталли, а Мугаллу, не получила широкой поддержки у историков.
Уже в конце VII века до н. э. город Мелид был уничтожен во время военных действий: возможно, киммерийцами. Во времена Римской империи неподалёку от его руин был основан новый город, в память о своём предшественнике получивший название Мелит (современная Малатья). Скорее всего, ко времени вскоре смерти Мугаллу следует отнести и прекращение существования Табала, так как с тех пор город больше не упоминался в ассирийских источниках. Возможно, Табал, также как и Мелид, был разрушен во время ассирийско-киммерийских войн.

## Комментарии
1. ↑  И. М. Дьяконов датировал поход ассирийцев против Гурди 685 годом до н. э. Этот же автор указывал на фригийское происхождение имени этой персоны, сопоставляя его с именем Гордий[16].
2. ↑  Казнь Абдмильката в Ниневии состоялась в сентябре или октябре 676 года до н. э.[29][30][31]
3. ↑  В этом месте запись повреждена[2][8]. К. Марек[англ.] реконструировал это имя как «[М]усси»[12].